# Loureira (Santa Catarina da Serra)
Loureira é um lugar da vila de Santa Catarina da Serra, do município e distrito de Leiria. 
Tem cerca de 800 habitantes, e faz fronteira com a cidade de Fátima, de que dista dois quilómetros.Tem como ponto forte uma feira popular mensal todos os primeiros domingos de cada mês.
Esta aldeia teve inicio em 1610, pelo que foi celebrada uma grande festa em 2010, para celebrar os seus 400 anos de existência.
Em 2008 foi criado um parque de merendas. Parque este nomeado de "Parque de Merendas do Vale Mourão" que contém entre outras actividades, campo de mini golfe e percurso pedestre. 